# Ambasadori, căutăm patrie
Ambasadori, căutăm patrie este un film dramatic românesc din 2003 regizat de Mircea Daneliuc. Rolurile principale au fost interpretate de actorii Cecilia Bârbora, Marius Stănescu și Horațiu Mălăele.

## Rezumat
Din lipsă de fonduri, Ambasada Republicii Endola din Romania este abandonată. Diplomatul de culoare, Patrick Kamara, are dificultăți în a plăti locuința și facilitățile curente. În cele din urmă, e părăsit de toți salariații, cu excepția Nonei, o secretară. Este hotărât să facă un protest mediatizat și se așază la coada unei cantine a săracilor. Aici îl cunoaște pe Nelu, un fost revoluționar. Rana de glonț de la gât nu se vindecă și devine treptat dependent de droguri. Îl mai ajută Titi, un alt beneficiar al drepturilor pentru revoluție, dar unul prosper, fără răni și regrete, proprietarul unei săli de biliard.
Nelu este adus să locuiască în clădirea aproape goală a ambasadei și așa o cunoaște pe Nona, de care se îndrăgostește. Ca să-și defuleze frustrările, apucă uneori telefonul și lansează amenințări fictive cu bombă. Patrick se refugiază în alcool. Nona are un accident și o rană serioasă la cap. În spital, face adicție la metadonă și începe la rândul ei să se drogheze. Acum e rândul lui Nelu să încerce a-i întinde o mână, intrând in conflict și cu Titi și cu un grup de arabi care distribuie heroină. Se regăsesc, alături de Patrick, în timpul unei fieste de după o partidă de fotbal, sărbătoare care seamănă în mod suspect cu euforia uitată a Revoluției.

## Distribuție
- Cecilia Bârbora — Nona, secretara Ambasadei Republicii Endola în România
- Marius Stănescu — Nelu, un revoluționar rănit și devenit dependent de droguri
- Horațiu Mălăele — Titi, un revoluționar prosper, proprietarul unei săli de biliard, fost securist
- Mircea Rusu — Mișu, soțul Nonei, șoferul Ambasadei Republicii Endola, fost securist
- Rafael Malonga — Patrick Kamara, ambasadorul Republicii Endola în România
- Serge Abiad — Mansur, un traficant de droguri arab care a deschis un bordel în vila de la Snagov a lui Nelu
- Coca Bloos — funcționara Ministerului Afacerilor Externe
- Florina Cercel — Mariana, amanta lui Mișu
- Mircea Daneliuc — pictorul care pictează portretul președintelui Kumunga[1]
- Radu Panamarenco — un tată supărat că fiica sa se prostituează
- Ion Cojar — Datcu, ministrul afacerilor externe al României
- Mihaela Crăciun — ea însăși
- Cristina Liberis — ea însăși
- Cristina Niculcea — ea însăși
- Vartan Arachelian — el însuși
- Mircea Radu — el însuși
- Adrian Fulea — el însuși
- Lucian Sârb — el însuși
- Marinela Chelaru — bucătăreasa de la cantina socială (menționată Marilena Chelaru)
- Dan Săndulescu
- Marian Chirvase
- Cătălin Chivu
- Ion Oprea
- Marian Borănescu
- Dimitrii Bogomaz
- Robert Radoveanu
- Mari-Cristina Dan
- Su Yan — unul din chinezii care cumpără clădirea Ambasadei
- Aeng Yueming — unul din chinezii care cumpără clădirea Ambasadei
- Zhany Jiang — unul din chinezii care cumpără clădirea Ambasadei
- Mbela Nzuzi
- Eddy Bossongo
- Ombe Mosilkwa
- Alice Molonga
- Iordan Daniel Ionescu
- Iulian Ilinca
- Parfait Malonga
- Adina Haret
- Booy Gao
- Victor Yila — diplomat african prezent la recepția din clădirea Ambasadei
- Zunior Mongo
- Seuim Suangi
- Florin Petrini (menționat Florin Petrin)
- Sidonia Ganea
- Carmen Marc
- Valentin Ionel
- Laura Dumitru
- Elena Ene
- Tibi Lazăr
- Mihaela Bololoi
- Marin Dragomir
- Rareș Dragomir
- Tudor Dobre

## Primire
Filmul a fost vizionat de 7.371 de spectatori în cinematografele din România, după cum atestă o situație a numărului de spectatori înregistrat de filmele românești de la data premierei și până la data de 31 decembrie 2014 alcătuită de Centrul Național al Cinematografiei.